# 1959年夏季世界大学生运动会中国代表团
1959年夏季世界大学生运动会中国代表团是中华人民共和国所派出的参加1959年8月26日至9月7日在意大利都灵举行的1959年夏季世界大学生运动会代表团。中国派出4名田径运动员，参加了部分田径项目比赛:312。
4名运动员取道莫斯科，被意大利拒绝入境。最终4名运动员加入国际组织，作为国际组织的成员得以入境。
当时，东道主意大利仍与中华民国建交，不允许在赛场升中华人民共和国国旗，导致很多国家也降下本国国旗，赛场上竖立了很多没有国旗的旗杆。此后，中华人民共和国不再参加国际大学生体育联合会举办的赛事。